# Kaohsziung
Kaohsziung (kínai: 高雄,pinjin: Gāoxióng, hivatalos Wade–Giles: Kaohsiung) város a Kínai Köztársaságban. 2010. végén, Kaohsziung (Kaohsiung) megyével összeolvadva emelkedett tartományi szintű rangra. Mintegy 2,7 millió lakosával (agglomeráció, 2019) a sziget harmadik legnagyobb városa.

## Gazdaság
Nemzetközi kikötő és iparváros.
Az egykori kis kereskedelmi faluból Tajvan déli részének politikai és gazdasági központjává nőtte ki magát, olyan kulcsfontosságú iparágakkal, mint a feldolgozóipar, acélgyártás, kőolajfinomítás, kereskedelem, áruszállítás és a hajógyártás. Itt található Tajvan haditengerészeti flottájának központja és a haditengerészeti akadémiája is. 
Saját repülőtérrel rendelkezik, mely belföldi és nemzetközi forgalmat egyaránt bonyolít. A város nagy sebességű és hagyományos vasúttal, valamint több nemzeti jelentőségű autópályával kapcsolódik a sziget más nagyvárosaihoz.

## Éghajlata
| Hónap                                                                    | Jan. | Feb. | Már. | Ápr. | Máj. | Jún. | Júl. | Aug. | Szep. | Okt. | Nov. | Dec. | Év   |
| ------------------------------------------------------------------------ | ---- | ---- | ---- | ---- | ---- | ---- | ---- | ---- | ----- | ---- | ---- | ---- | ---- |
| Rekord max. hőmérséklet (°C)                                             | 31,6 | 32,5 | 33,2 | 35,4 | 36,4 | 37,2 | 37,1 | 36,1 | 37,6  | 34,8 | 33,0 | 31,0 | 37,6 |
| Átlagos max. hőmérséklet (°C)                                            | 23,9 | 24,7 | 26,8 | 29,1 | 30,8 | 31,6 | 32,4 | 31,9 | 31,4  | 30,0 | 27,7 | 24,9 | 28,8 |
| Átlagos min. hőmérséklet (°C)                                            | 15,7 | 16,7 | 19,2 | 22,4 | 24,8 | 25,9 | 26,4 | 26,1 | 25,5  | 24,0 | 20,9 | 17,1 | 22,1 |
| Rekord min. hőmérséklet (°C)                                             | 5,7  | 6,6  | 6,8  | 10,3 | 17,3 | 19,0 | 20,0 | 20,7 | 19,5  | 14,7 | 10,2 | 4,4  | 4,4  |
| Átl. csapadékmennyiség (mm)                                              | 16   | 21   | 39   | 70   | 197  | 415  | 391  | 417  | 242   | 43   | 19   | 16   | 1885 |
| Havi napsütéses órák száma                                               | 175  | 166  | 187  | 189  | 199  | 200  | 221  | 194  | 176   | 182  | 162  | 162  | 2212 |
| Forrás: Central Weather Bureau (Normals 1981–2010, extrém: 1931–present) |      |      |      |      |      |      |      |      |       |      |      |      |      |

## Népessége
| A népszámlálás éve | Populáció | Populáció |
| ------------------ | --------- | --------- |
| 1927               | 49 000    |           |
| 1937               | 102 200   |           |
| 1947               | 168 008   |           |
| 1957               | 388 848   |           |
| 1967               | 669 146   |           |
| 1977               | 1 041 364 |           |
| 1987               | 1 342 797 |           |
| 1997               | 1 436 142 |           |
| 2007               | 1 520 555 |           |

A település népessége az elmúlt években az alábbi módon változott:
| Lakosok száma | 2 734 275 | 2 733 964 | 2 734 097 |
|               | 2020      | 2023      | 2024      |

## Történelme
Írott története a 17. század elejéig vezethető vissza, de a régészeti kutatások révén már 7000 évvel ezelőtt is találtak emberi tevékenységre utaló jeleket a régióban.
A város területén eredetileg a Makatau törzs élt, akik a területet Takau-nak hívták. A "Takau" az őslakos nyelvben "bambuszerdőt" jelent.
Tajvan 1624-ben holland gyarmat lett. Ebben az időben Takau már Dél-Tajvan egyik legfontosabb halászkikötője volt. 
1895-ben Tajvant a Shimonoszeki-szerződés részeként Japánnak engedték át.
1924-ben a település városi rangra emelkedett. A Kaohsziung (Kaohsiung) név a Takou név japán írásjegyeinek kínai ejtéséből alakult ki. 1979-ben Tajvan második nagyvárosi önkormányzattal rendelkező városa lett.